# Fantasy Filmfest 1998
Das 12. Fantasy Filmfest (1998) fand in der Zeit vom 29. Juli bis 26. August in den Städten Hamburg, Berlin, Köln und München statt. Die Spielorte Frankfurt und Stuttgart wurden in diesem Jahr nach Sulzbach bzw. Esslingen ausgelagert.

## Liste der gezeigten Filme
| Titel                                          | Regisseur                            | Sparte                       |
| ---------------------------------------------- | ------------------------------------ | ---------------------------- |
| 99,9                                           | Agustí Villaronga                    | Premieren                    |
| Nejasná zpráva o konci sveta                   | Juraj Jakubisko                      | Premieren                    |
| The Assignment – Der Auftrag                   | Christian Duguay                     | Premieren                    |
| Barracuda – Vorsicht Nachbar!                  | Phillipe Haim                        | Premieren                    |
| Rache für meine Tochter                        | Carl Jørgen Kiønig                   | Premieren                    |
| Body Count – Flucht nach Miami                 | Robert Patton-Spruill                | Premieren                    |
| Bone Daddy – Bis auf die Knochen               | Mario Azzopardi                      | Premieren                    |
| Carnival of Souls                              | Adam Grossman                        | Premieren                    |
| Cube                                           | Vincenzo Natali                      | Premieren                    |
| Cure                                           | Kiyoshi Kurosawa                     | Premieren                    |
| Frankensteins Fluch                            | Terence Fisher                       | Retrospektive Jimmy Sangster |
| Dark                                           | Philipp Stennert und Jakob Ziemnicki | Premieren                    |
| Dark City                                      | Alex Proyas                          | Closing Night                |
| Mörderische Freunde                            | Dan Rosen                            | Premieren                    |
| Pizza für eine Leiche                          | Guy Ferland                          | Premieren                    |
| Dentist II – Zahnarzt des Schreckens           | Brian Yuzna                          | Premieren                    |
| Downtown Torpedoes                             | Teddy Chan                           | Premieren                    |
| Blut für Dracula                               | Terence Fisher                       | Retrospektive Jimmy Sangster |
| Der Achtzehnte Engel                           | William Bindley                      | Premieren                    |
| Feuerläufer – Der Fluch des Vulkans            | Rainer Matsutani                     | Sonderscreening              |
| Freeway                                        | Matthew Bright                       | Premieren                    |
| Hit Me                                         | Steven Shainberg                     | Premieren                    |
| Bloodsuckers                                   | Ulli Lommel                          | Premieren                    |
| Insel der Dunkelheit                           | Trygve Allister Diesen               | Premieren                    |
| Jerry & Tom – Killer unter sich                | Saul Rubinek                         | Premieren                    |
| Kiss my Blood                                  | David Jazay                          | Premieren                    |
| Den Tod überlisted                             | Terence Fisher                       | Retrospektive Jimmy Sangster |
| Memorias del ángel caído                       | David Alonso und Fernando Cámara     | Premieren                    |
| War es wirklich Mord?                          | Seth Holt                            | Retrospektive Jimmy Sangster |
| Freeze – Alptraum Nachtwache                   | Ole Bornedal                         | Premieren                    |
| Orgazmo                                        | Trey Parker                          | Premieren                    |
| Haus des Grauens                               | Freddie Francis                      | Retrospektive Jimmy Sangster |
| Eine Leidenschaft in der Wüste                 | Lavinia Currier                      | Premieren                    |
| Perdita Durango                                | Álex de la Iglesia                   | Premieren                    |
| Das Böse                                       | Don Coscarelli                       | Hommage an Don Coscarelli    |
| Das Böse II                                    | Don Coscarelli                       | Hommage an Don Coscarelli    |
| Das Böse III                                   | Don Coscarelli                       | Hommage an Don Coscarelli    |
| Phantasm IV                                    | Don Coscarelli                       | Premieren                    |
| Phantoms                                       | Joe Chappelle                        | Überraschungsfilm            |
| Prinzessin Mononoke                            | Hayao Miyazaki                       | Premieren                    |
| Progeny – Höllenbrut                           | Brian Yuzna                          | Premieren                    |
| Revenant                                       | Richard Elfman                       | Premieren                    |
| Gnadenlose Verführung                          | Susanne Bier                         | Premieren                    |
| Serial Lover – Der letzte räumt die Leiche weg | James Huth                           | Opening Night                |
| Blumen des Bösen                               | James D.R. Hickox                    | Premieren                    |
| Six Ways to Sunday                             | Adam Bernstein                       | Premieren                    |
| Sobrenatural                                   | Daniel Gruener                       | Premieren                    |
| Switchback – Gnadenlose Flucht                 | Jeb Stuart                           | Special Twilight Zone        |
| Talos – Die Mumie                              | Russell Mulcahy                      | Premieren                    |
| Ein Toter spielt Klavier                       | Seth Holt                            | Retrospektive Jimmy Sangster |
| Temmink: The Ultimate Fight                    | Boris Paval Coonen                   | Premieren                    |
| Der dritte Zwilling                            | Tom McLoughlin                       | Premieren                    |
| Tom’s Midnight Garden                          | Willard Caroll                       | Premieren                    |
| Urban Ghost Story                              | Geneviève Jolliffe                   | Premieren                    |
| John Carpenters Vampire                        | John Carpenter                       | Premieren                    |
| Wild Things                                    | John McNaughton                      | Premieren                    |
| Wes Craven’s Wishmaster                        | Robert Kurtzman                      | Premieren                    |
| XX unbekannt                                   | Leslie Norman                        | Retrospektive Jimmy Sangster |

Neben dem Langfilmprogramm wurden in den Reihen Syndromeda, Metzger Impressionen und Germaniac diverse Kurzfilme u. a. von Pepe Danquart, Espen Sandberg, Alexandre Aja, Ellory Elkayem, Jaume Balagueró und Tim Trageser gezeigt.